# Уругвайский симаррон
Уругвайский симарро́н (исп. Cimarrón Uruguayo) или Уругвайская дикая собака — пастушья и сторожевая собака, выведенная в Уругвае на основе ранее одичавших домашних собак. Используется также для охоты на крупную дичь. Один из символов Уругвая.

## История породы
Слово «cimarron» применяется в Южной Америке к каждому дикому животному или растению. Уругвайский симаррон происходит в основном от собак, брошенных испанскими и португальскими колонизаторами в Уругвае. Точная история происхождения уругвайского симаррона неизвестна. По одной из легенд — собаки прибыли в Уругвай в 1516 году в составе отряда Хуана Диас де Солиса. Солис и его спутники погибли в стычке с индейцами чарруа, а сопровождавшие их собаки выжили, подверглись естественному отбору и адаптировались к условиям жизни в Уругвае. Возвращённая в дикую природу, отличающуюся изобилием пищи и отсутствием хищников, порода стала многочисленной.
Неконтролируемый рост популяции диких собак привел к возникновению угрозы для жителей и домашних животных. В XVIII веке случаи нападения на домашний скот и даже людей привели к тому, что на собак была объявлена охота, а правительство выплачивало вознаграждение за каждую убитую собаку. В результате чего были истреблены десятки тысяч собак.
Несмотря на это многие остались, особенно в высокогорье Серро-Ларго. Фермеры в этом районе признали ценность этих собак, одомашнили их, и стали успешно использовать для охраны стад и защиты своего имущества. Нередко этих собак использовали для охоты..
Общество заводчиков уругвайских симарронов (Sociedad de Criadores de Cimarrón Uruguayo (SCCU)) было создано в 1988 году и в 1989 году порода была впервые представлена на выставке собак, организованной Кеннел Клубом Уругвая (KCU). К 1999 году был подготовлен комплект документов для регистрации породы в Международной кинологической федерации. МКФ предварительно признала породу в феврале 2006 года, а окончательно порода была признана 7 ноября 2017 года. В настоящее время в генеалогических записях KCU зарегистрировано более 2000 симарронов.
Уругвайский симаррон — автохтонная порода и поэтому высоко ценится в Уругвае, оставаясь довольно редкой породой в западных странах.

## Внешний вид и характер
Уругвайский симаррон — крепкая рабочая собака молосского типа, средних размеров, с хорошо развитыми костяком и мускулатурой.
Стандартом породы характеризуется как уравновешенная, интеллектуальная, проворная и смелая. Имеет массивную морду и мускулистую шею.
Шерсть короткая, гладкая, прилегающая, с подшерстком. Цвет — тигровый или палевый. Допускаются белые отметины в области нижней челюсти, нижней части шеи, передней части груди, живота и на кончиках лап.
Высота в холке взрослой собаки:
- кобели: от 58 см до 61см
- суки: от 55 см до 58 см

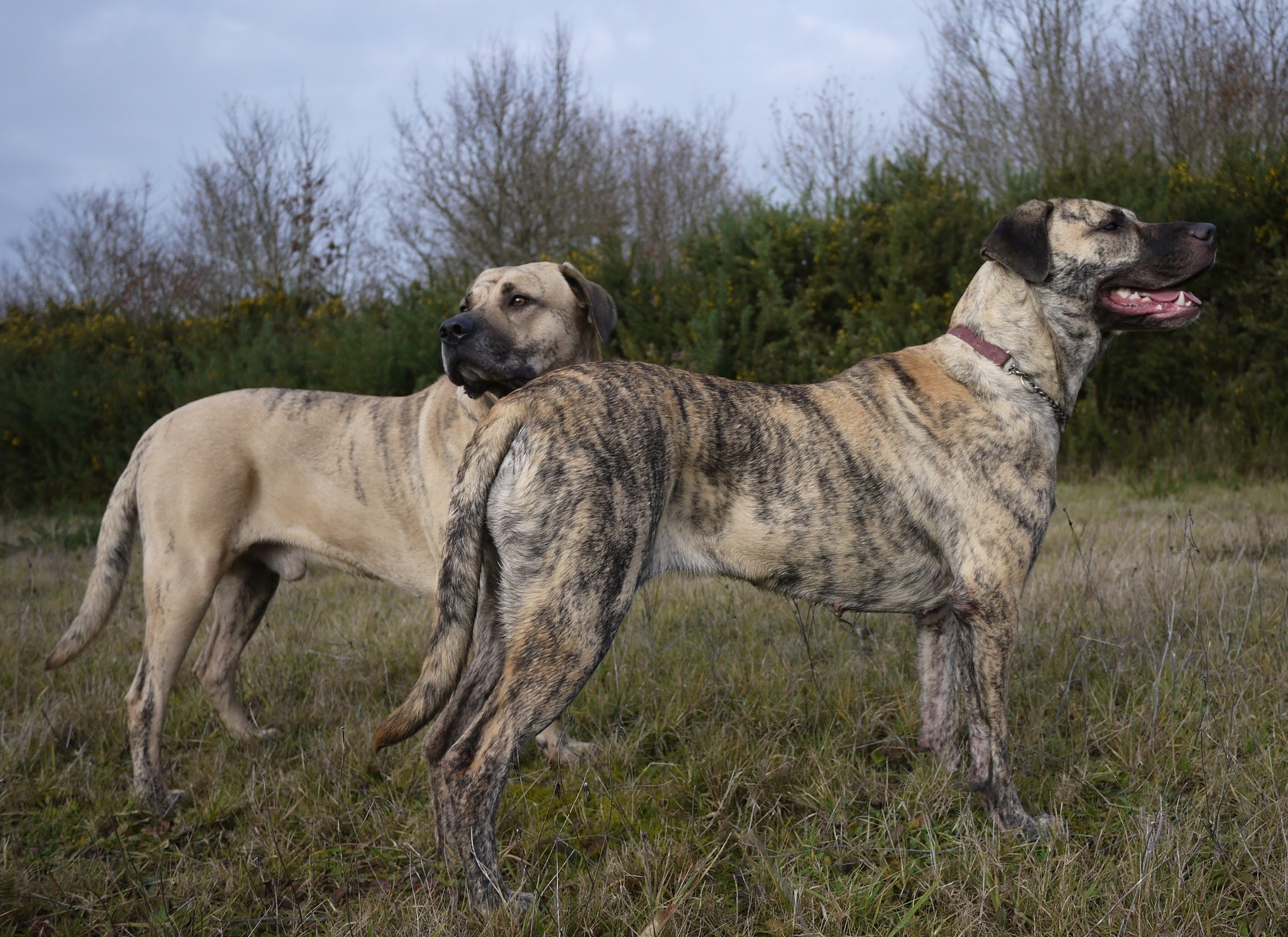
Симарроны палевого и тигрового окраса

Возможны отклонения в ту или иную сторону до 2-х см.
Вес: кобели 38 — 45 кг, суки 33 — 40 кг..
Симаррон — серьёзная собака, требующая индивидуального подхода и тщательного воспитания. Представители породы отличаются бесконечной преданностью своему хозяину, всегда готовы встать на защиту своего дома или семьи. В то же время порода отличается независимым и своеобразным характером. Собаку сложно заставить что-то делать, если она не была обучена этому с рождения.